# Іванівка (Володимирський район)
Іва́нівка (до 1946 Яневичі) — село в Україні, в Іваничівській селищній громаді Володимирського району Волинської області. Населення становить 393 осіб.

## Географія
Селом протікає річка річка Луга.

## Історія
У 1906 році село Грибовицької волості Володимир-Волинського повіту Волинської губернії. Відстань від повітового міста 23 верст, від волості 10. Дворів 72, мешканців 557.
В 1946 році указом ПВС УРСР село Яневичі перейменовано в Іванівку.
До 30 червня 2017 року село перебувало в складі Мишівської сільської ради Іваничівського району Волинської області.
Після ліквідації Іваничівського району 19 липня 2020 року село увійшло до Володимир-Волинського району.

## Населення
Згідно з переписом УРСР 1989 року чисельність наявного населення села становила 380 осіб, з яких 170 чоловіків та 210 жінок.
За переписом населення України 2001 року в селі мешкали 393 особи.

### Мова
Розподіл населення за рідною мовою за даними перепису 2001 року:
| Мова       | Кількість | Відсоток |
| ---------- | --------- | -------- |
| українська | 392       | 99.75%   |
| російська  | 1         | 0.25%    |
| Усього     | 393       | 100%     |